# Arhiducele Leo Karl de Austria
Arhiducele Leo Karl Maria Cyril-Methodius Habsburg-Lorena, Arhiduce de Austria (5 iulie 1893 – 28 aprilie 1939), a fost al doilea fiu al Arhiducelui Karl Stephen de Austria și a Arhiducesei Maria Theresia, Prințesă de Toscana.

## Biografie

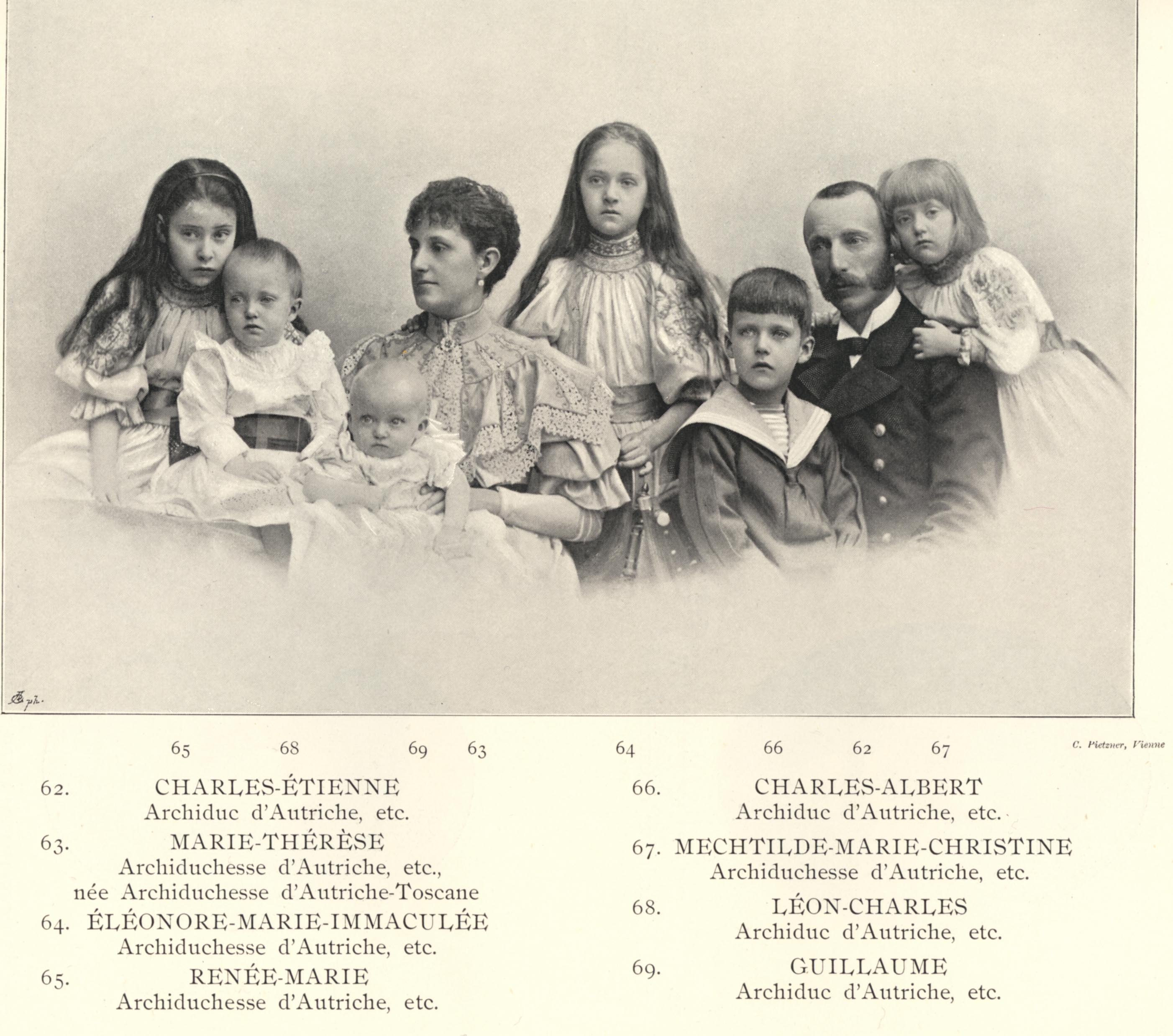
Arhiducele Leo Karl (al doilea din stânga) împreună cu părinții și frații săi.

Leo Karl a fost al cincilea copil și al doilea fiu al Arhiducelui Karl Stephan Habsburg și a soției acestuia, Maria Tereza.
În 1913 el și fratele lui mai mic, Wilhelm, s-au înscris la Academia militară imperială de la Wiener-Neustadt. În timpul Primului Război Mondial a servit în rang de căpitan pe frontul de est. În 1915 a primit Ordinul Lânii de Aur. 
A servit mai întâi în Armata Comună, apoi, după căderea Austro-Ungariei, în armata poloneză. În octombrie 1922, la Catedrala Sf. Ștefan din Viena, s-a căsătorit cu o nobilă austriacă, Maria Klothilde von Thuillières Gfn von Montjoye-Vaufrey (1893-1978). Căsătoria a fost acceptată deși a fost morganatică. Copilului lor i s-a garantat titlul de Conte de Habsburg: Contele Leo Stefan de Habsburg (n. 1928). 
A murit de tuberculoză la 28 aprilie 1939, la vârsta de 45 de ani, la moșia sa din Bestwina, sudul Poloniei.